# Hepp Mihály
Hepp Mihály (horvátul: Mišo Hepp, Gara, 1952. augusztus 28. –) magyarországi horvát pedagógus, művelődésszervező, politikus. 2007 és 2014 között a Horvát Országos Önkormányzat elnöke. 2014 és 2018 között az Országgyűlés első horvát nemzetiségi szószólója.

## Életpályája
A Bács-Kiskun megyei Garán született sváb apa (Mihály) és bunyevác anya (Katica) gyermekeként. Az általános iskolát szülőfalujában végezte, majd Pécsett tanult a Zrínyi Miklós Közgazdasági Technikumban, ahol 1970-ben érettségizett. Ezt követően megkezdte főiskolai tanulmányait a Janus Pannonius Tanárképző Főiskola szerb-horvát és történelem szakon. Itt 1975-ben szerzett diplomát. 1976-tól a Kereskedelmi Pénzügyi és Vendéglátóipari Dolgozók Szakszervezete (KPVDSZ) pécsi szakszervezeti kultúrházában kezdett el dolgozni népművelőként. 1983-ban kezdett el dolgozni a pécsi  August Šenoa Délszláv Klubban, később Horvát Klubban, amelynek igazgatója lett. Időközben 1980 és 1983 között az Eötvös Loránd Tudományegyetem Bölcsészettudományi Kar népművelő szakán tanult és diplomázott. 1984 és 1987 között a Janus Pannonius Óvónőképző Szakközépiskolájában, majd 1993-ig egykori középiskolájában, a Zrínyi Miklós Kereskedelmi Szakközépiskolában volt nyelvtanár. Emellett a Baranya Néptáncegyüttesben is tevékenykedett, amelynek huszonöt éven át ügyvezető titkára volt.
Magyarországi horvát közéleti tevékenysége a kulturális területen kívül 1991-ben folytatódott, amikor egyik alapító tagja lett a Magyarországi Horvátok Szövetségének. Ekkor a Baranya megyei szervezet elnökévé is választották. Tisztségében többször megerősítették, pozícióját 2008-ig viselte. Az 1994-es kisebbségi önkormányzati választáson megválasztották a pécsi horvát kisebbségi önkormányzat képviselőjévé. A következő négy kisebbségi önkormányzati választáson megerősítették mandátumát. 2007-ben emellett az Országos Horvát Önkormányzat elnökévé választották, amelynek 1994 és 1998 között alelnöke volt. 2010-ben a pécsi horvát kisebbségi önkormányzatnak is elnöke lett. A 2014-es magyarországi országgyűlési választáson az Országos Horvát Önkormányzat nemzetiségi listájának vezetőjeként az Országgyűlés első horvát szószólójává választották, emiatt a 2014-es nemzetiségi önkormányzati választáson nem vállalt tisztséget. A 2018-as országgyűlési választáson nem indult.

## Díjai, elismerései
- „Hrvatski pleter” kitüntetés a Horvátországnak külföldön való elismerésért végzett munkáért (1998)
- Nemzeti és Etnikai Kisebbségekért Díj (2001)
- Lemle Géza-díj (2005)
- Pro Humanitate Baranya díj (2014)